# Бастьен-Лепаж, Жюль
Жюль Бастье́н-Лепа́ж, Бастиен-Лепаж (фр. Jules Bastien-Lepage; 1 ноября 1848, Данвиллер, Мёз — 10 декабря 1884, Париж) — французский живописец и рисовальщик, представитель натурализма в живописи как составной части реализма. Это был один из первых французских художников, наряду с Жюлем Бретоном, изобразивших крестьянский быт в духе натурализма. Другом и поклонником его таланта был Эмиль Золя, среди его последователей британский художник Джордж Клаузен и русская художница Мария Башкирцева.

## Биография

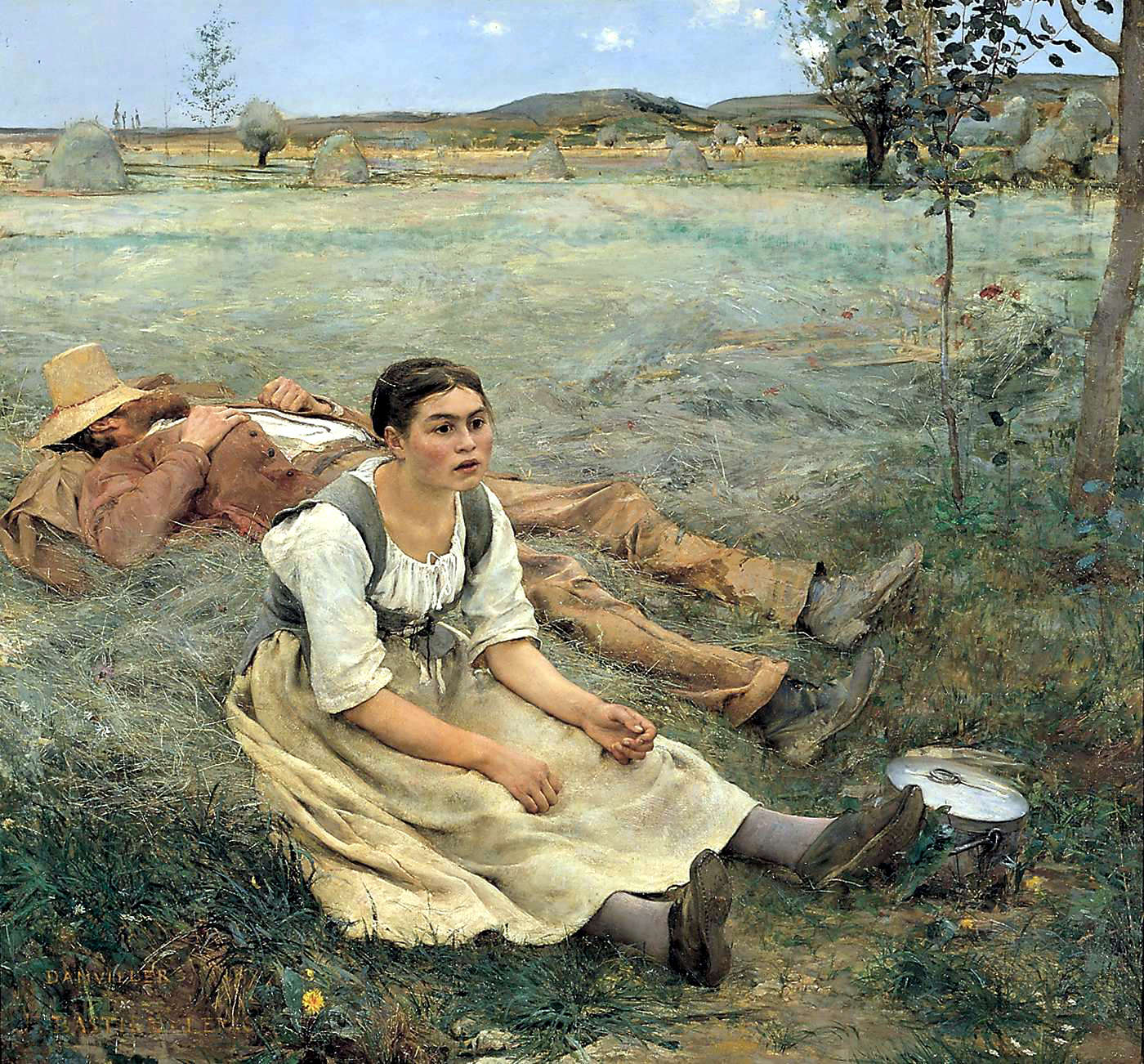
Сенокос, 1877, Музей Орсе

Жюль Бастьен-Лепаж родился в семье скромных землевладельцев и крестьян в местечке Данвиллер, Лотарингия. Учился с 1868 года у Александра Кабанеля в школе изящных искусств в Париже. В школе подружился с будущим художником-реалистом, однодумцем Паскалем Даньян-Бувре. Другим его соучеником был Жан-Эжен Бюлан. Всех этих художников отличала особая манера письма: критический реализм, склонность к изображению выходцев из бедных слоёв общества, в особенности крестьян, и, в то же самое время, лирическая трогательность сюжетов; не характерная для их учителей-академистов мягкость мазка и сбалансированная, неяркая гамма палитры.
После тяжёлого ранения во время немецко-французской войны 1870 года он вернулся в родную деревню. В 1875 году работа «Благовестие пастухам» (l’Annonciation aux bergers) позволила ему стать вторым в конкурсе на Римскую премию. С 1879 по 1882 год он путешествовал по Англии. Будучи уже тяжело больным раком, он предпринял путешествие по Алжиру.
Бастьен-Лепаж не успел во всей мере выразить свой талант, так как умер в возрасте 36 лет в своей мастерской в Париже. На месте погребения в Данвиллере, где был фруктовый сад, его брат Эмиль Бастьен спроектировал и возвёл парк (Parc des Rainettes). Будучи уже известным архитектором, после смерти брата, Эмиль стал художником-пейзажистом. На церковном дворе находился бронзовый памятник Бастьену-Лепажу работы Огюста Родена. В 2011 году памятник был подарен Армении к 20-летию обретения ею независимости. 7 октября на площади Франции в Ереване состоялось торжественное открытие памятника, который стал символом дружбы между двумя государствами.
Полотна Бастьен-Лепажа размещены в крупнейших музеях мира: в Париже, Лондоне, Нью-Йорке, Мельбурне, Филадельфии. В ГМИИ им. А. С. Пушкина две работы: «Деревенская любовь» (1882 г., масло, 194х179 см) и «Девушка с граблями» (уголь, 49,5х38 см).
В Монмеди действует посвящённый художнику музей.

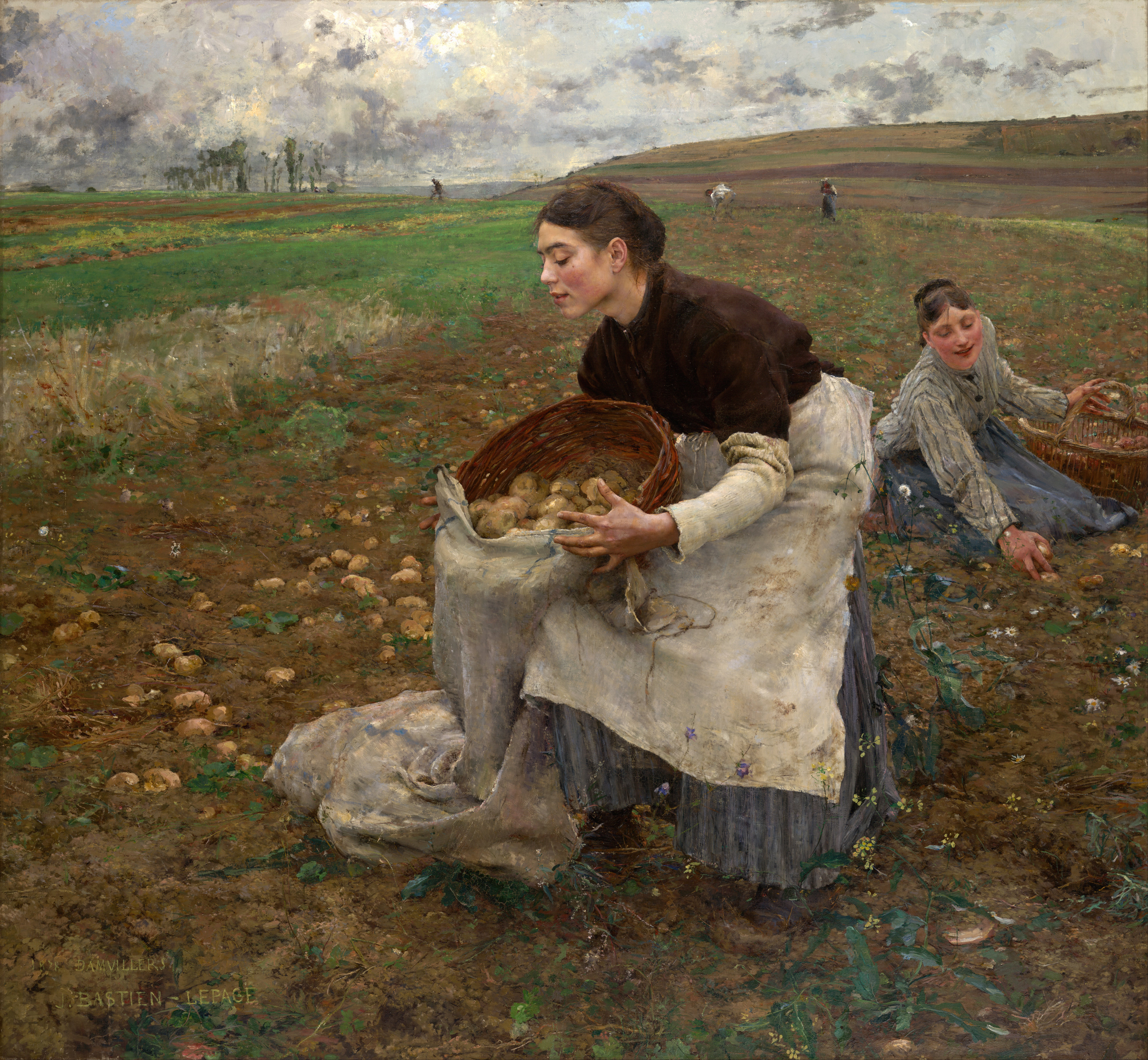
Октябрь. Сбор картофеля, 1878, Национальная галерея Виктории, Мельбурн
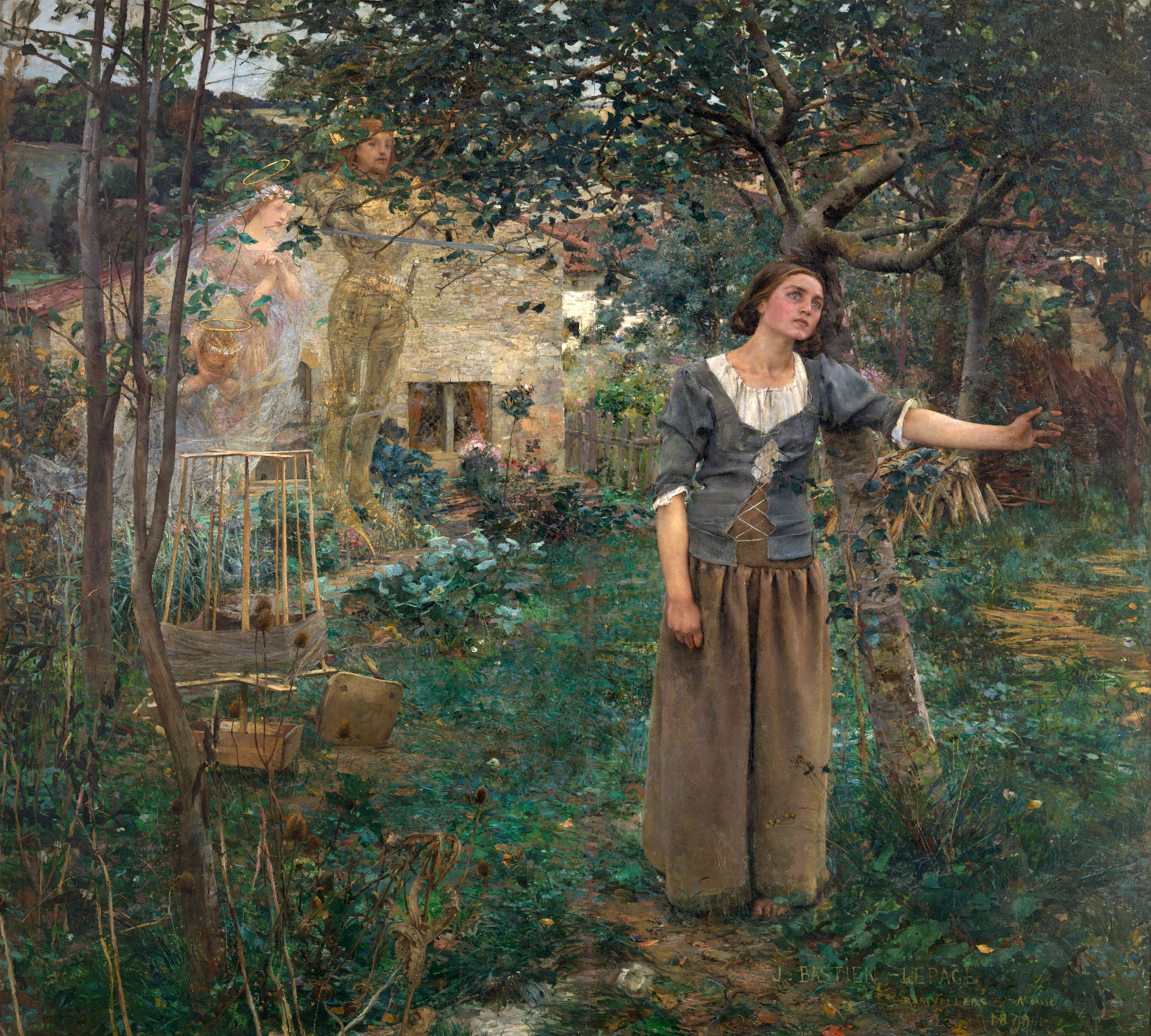
Жанна д’Арк, 1879, Музей Метрополитен, Нью-Йорк
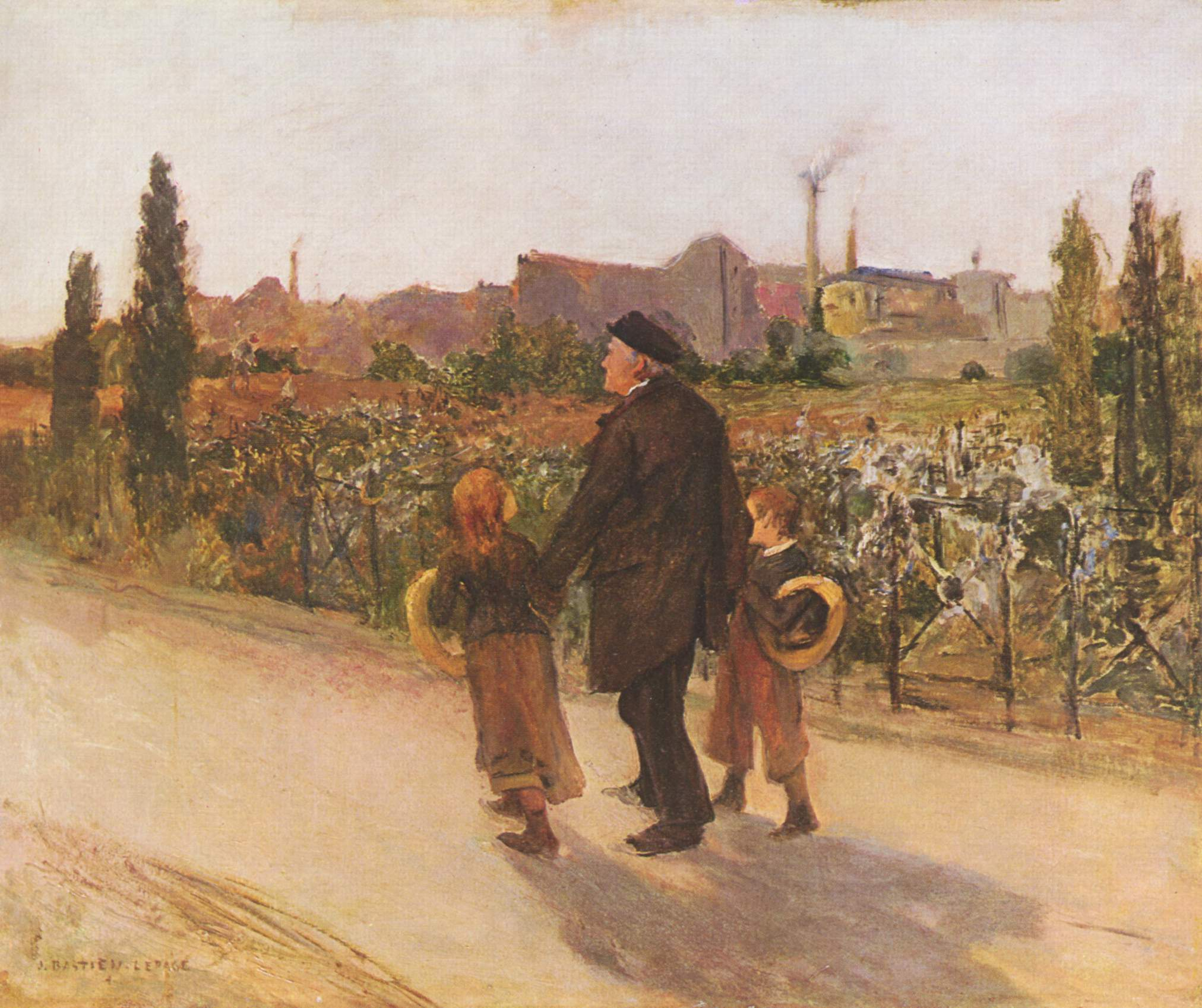
День всех святых, oк. 1882, Венгерская национальная галерея, Будапешт